# Crab Hill (Antigua)
Crab Hill, auch Crabb Hill, ist eine Siedlung in der Parish of Saint Mary im Westen der Insel Antigua, im Staat Antigua und Barbuda.

## Lage und Landschaft
Crab Hill liegt im Westen des Parish of Saint Mary an der Picarts Bay an der Küste zwischen Johnsons Point im Süden und Dark Wood mit der Dark Wood Beach und dem Crab Point im Norden. Zur Volkszählung 2001 hatte die Siedlung 174 Einwohner.